# El boxeador
El boxeador  (Battling Butler en inglés) es un largometraje cómico estadounidense de 1926 dirigido e interpretado por Buster Keaton.
Está basado en el musical titulado Battling Butler, de Stanley Brightman y Austin Melford, música de Philip Brabham y letra de Douglas Furber. La adaptación estadounidense se representó en Broadway en 313 ocasiones desde octubre de 1923 hasta julio de 1924.

## Argumento

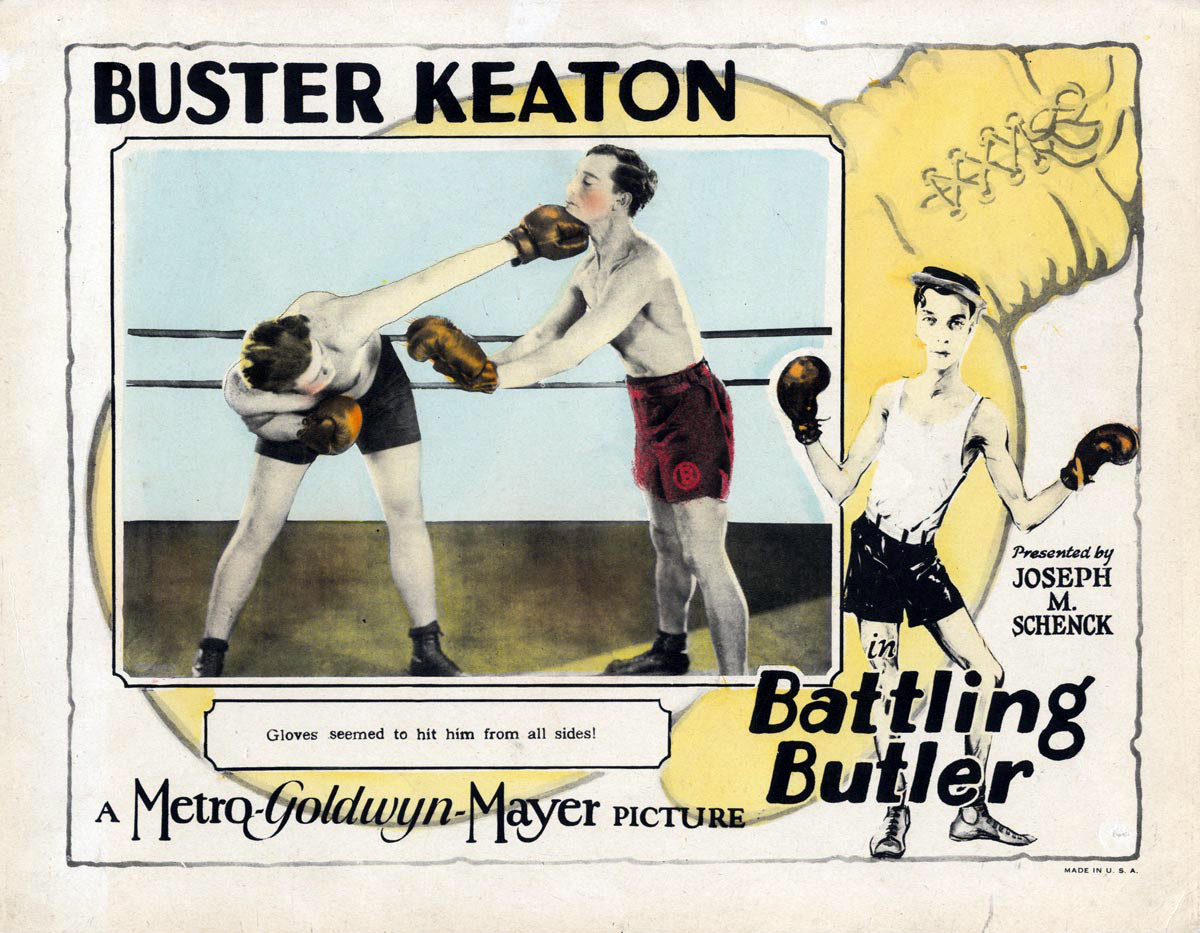

Alfred Butler es un joven millonario a quien su padre recomienda pasar una temporada en el campo para que espabile. Allá marcha con su inseparable e imprescindible mayordomo.
Cazando y pescando, conoce a una chica con la que empieza a congeniar y acaba pidiéndole matrimonio. Pero deberá convencer a la familia de ella de que es un tipo duro, y se hará pasar por un boxeador famoso, con su mismo nombre.

## Reparto
- Buster Keaton como Alfred Butler;
- Snitz Edwards, su mayordomo;
- Sally O'Neil la chica montañesa;
- Budd Fine su hermano;
- Walter James el padre;
- Francis McDonald es Alfred "Battling" Butler, el boxeador;

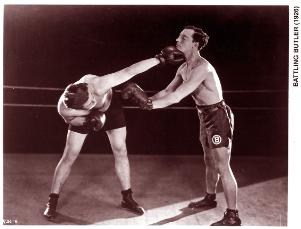

- Mary O'Brien es su mujer;
- Tom Wilson es su entrenador
- Eddie Borden el apoderado.